# 圭亞那元
蓋亞那元（Guyanese dollar）是南美國家蓋亞那的法定貨幣，ISO 4217的貨幣名稱為GYD。

## 流通中的貨幣

### 硬幣

蓋亞那現在流通的硬幣系列。

- 1 元
  - 正面：蓋亞那國徽、國家名稱、年份
  - 背面：
- 5 元
  - 正面：蓋亞那國徽、國家名稱、年份
  - 背面：
- 10 元
  - 正面：蓋亞那國徽、國家名稱、年份
  - 背面：

### 紙幣

蓋亞那現在流通的紙幣系列。

- 100 元
  - 正面：
  - 背面：
- 500 元
  - 正面：
  - 背面：
- 1000 元 
  - 正面：
  - 背面：
- 5000 元
  - 正面：
  - 背面：